# 588 Aquiles
588 Aquiles é um grande asteroide troiano jupiteriano. Ele foi o primeiro troiano de Júpiter do campo grego a ser descoberto, e foi descoberto por Max Wolf no Observatório de Heidelberg em 1906.
O asteroide escuro do tipo D mede aproximadamente 133 quilômetros (83 milhas) de diâmetro, o que o torna um dos 10 maiores troianos de Júpiter. Tem um período de rotação de 7,3 horas e possivelmente possui uma forma esférica. 
Aquiles foi descoberto a 22 de fevereiro de 1906 por Max Wolf em Heidelberg. Porém este corpo permaneceu não confirmado, pois o período de observação não foi longo o suficiente para calcular uma órbita. August Kopff , um colega de Wolf em Heidelberg, descobriu 617 Pátroclo oito meses depois de Aquiles e, no início de 1907, descobriu o maior de todos os troianos de Júpiter, 624 Hektor.
Ele orbita o Sol a uma distância de 4,4–6,0 UA no ponto L 4 Lagrange do Sistema Solar – Júpiter uma vez a cada 11 anos e 11 meses (4.343 dias; semieixo maior de 5,21 UA). Sua órbita mostra uma excentricidade de 0,15 e uma inclinação de 10 graus em relação ao plano da eclíptica . 
Aquiles é o primeiro exemplo conhecido da solução estável do problema dos três corpos elaborado pelo matemático francês Joseph Lagrange em 1772, que deu nome ao planeta menor 1006 Lagrange. Após a descoberta de outros asteroides com características orbitais semelhantes, que também receberam nomes de heróis da Guerra de Troia, o termo "asteroides de Troia" ou "troia de Júpiter" tornou-se comumente usado.  Além disso, estabeleceu-se uma regra de que o ponto L 4 era o "campo grego", enquanto o ponto L 5 era o "campo troiano", embora não antes de cada campo ter adquirido um "espião" ( Hektor no campo grego e Pátroclo no campo troiano).
Este asteroide recebeu este nome em homenagem ao herói Aquiles da mitologia grega.